# Anton Watson

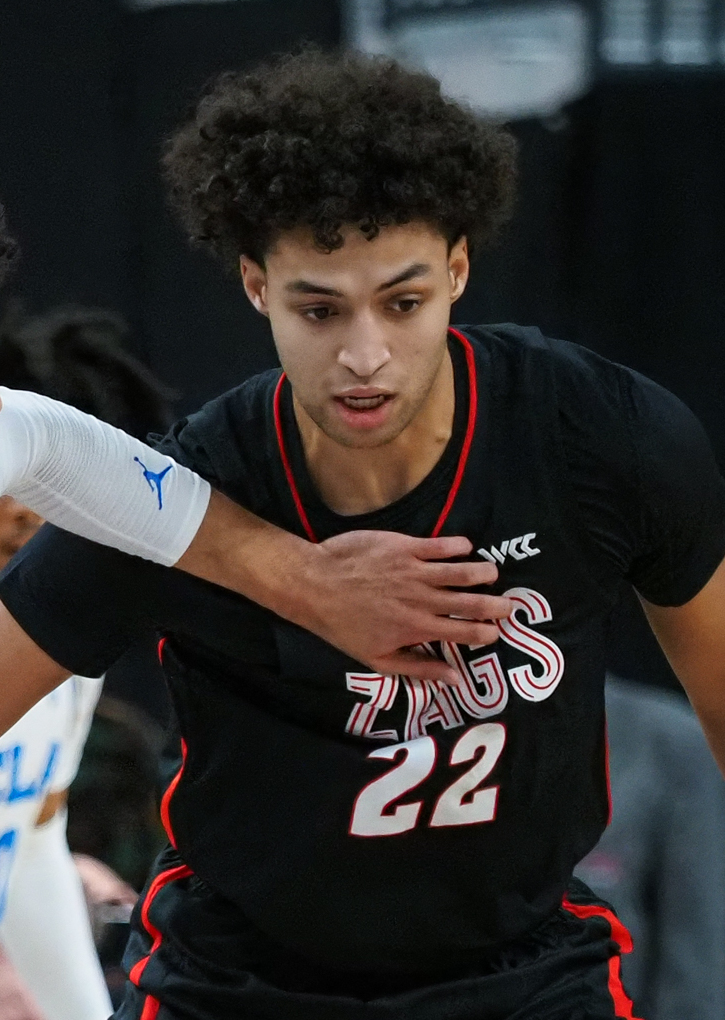
Anton Watson, 2021.

Anton Michael Watson, född 6 oktober 2000 i Coeur d'Alene i Idaho, är en amerikansk professionell basketspelare (PF/SF) som spelar för New York Knicks i National Basketball Association (NBA).
Han draftades av Boston Celtics i andra rundan i 2024 års draft som 54:e spelare totalt.
Innan Watson blev proffs studerade han vid Gonzaga University och spelade för deras idrottsförening Gonzaga Bulldogs.